# Rolf Brederlow

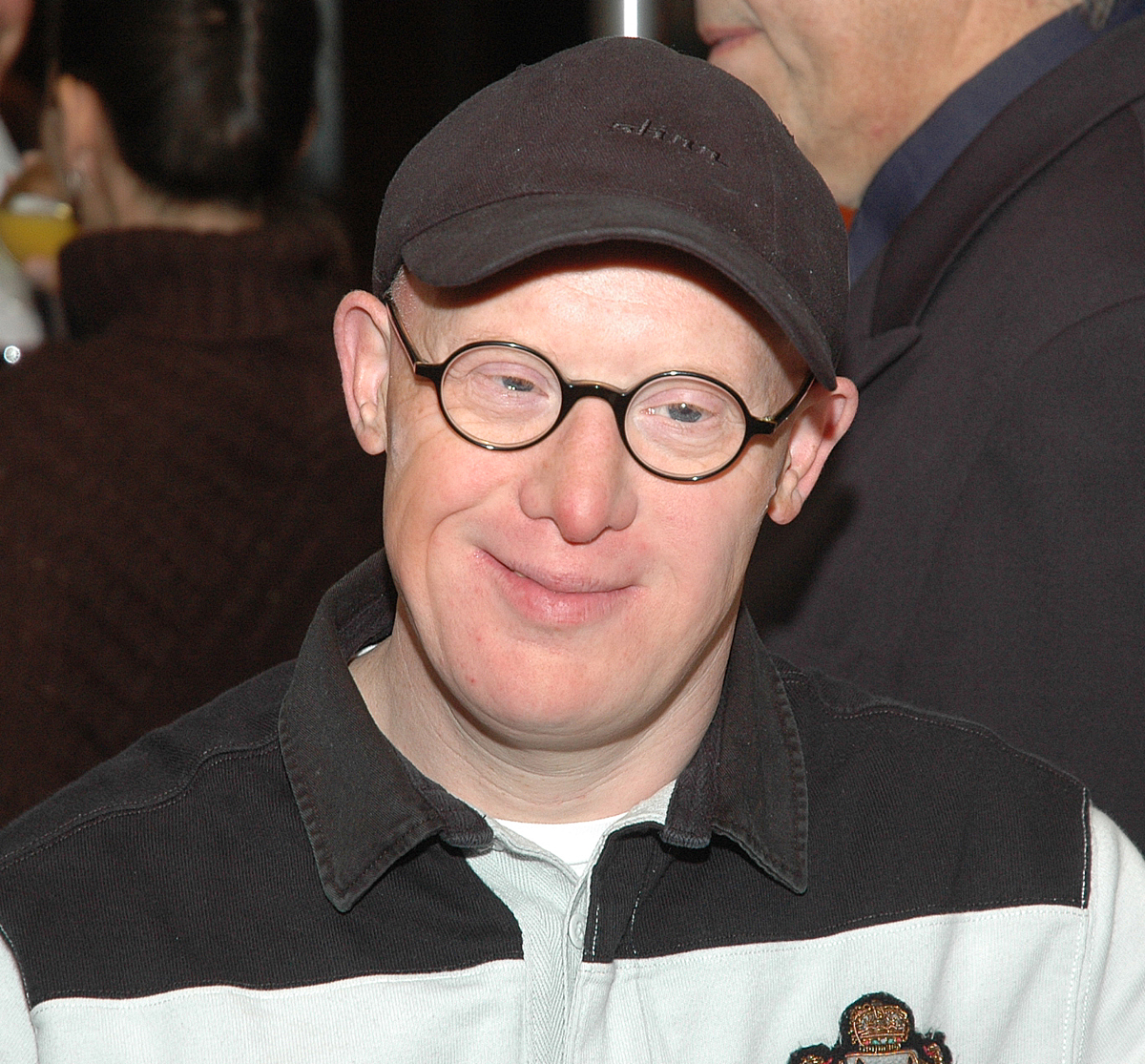
Bobby Brederlow (2004)

Rolf „Bobby“ Brederlow (* 17. Juni 1961 in Mackenbach; † 22. November 2024 in München) war ein deutscher Schauspieler.

## Leben
Brederlow, der mit dem Down-Syndrom geboren wurde, wurde zunächst allgemein durch den TV-Vierteiler Liebe und weitere Katastrophen bekannt, in dem er an der Seite von Senta Berger, Friedrich von Thun und Suzanne von Borsody 1999 die Rolle des Bobby Ackermann spielte. Aus diesem Film stammt nach seinen eigenen Angaben sein Künstlername „Bobby“. Unter diesem Namen spielte er dann auch an der Seite von Veronica Ferres die Hauptrolle als Bobby Kustermann im autobiografischen Spielfilm Bobby (2001). Im Spielfilm Tollpension (2006) ist er als Rolf Weiher an der Seite von Uwe Ochsenknecht zu sehen. Bereits 1997 hatte er im Kinofilm Weihnachtsfieber eine kleine Nebenrolle inne; schon damals drehte er zusammen mit Uwe Ochsenknecht sowie Barbara Auer.
Er trat auch in verschiedenen Serien als Gast auf, darunter im Tatort, in In aller Freundschaft, Powder Park, Klinikum Berlin Mitte und Für alle Fälle Stefanie. Auch in Werbespots, unter anderem der Aktion Mensch, war er gelegentlich zu sehen. Mehrmals war er Pate des seit 2003 mindestens einmal jährlich in Deutschland stattfindenden Down-Sportlerfestivals. Er unterstützte die Kampagne Du bist Deutschland.
Seit dem Tod seiner Mutter 1989 lebte er gemeinsam mit seinem Bruder Gerd Brederlow und dessen Lebensgefährten in München. Er arbeitete neben seiner schauspielerischen Tätigkeit in einer Werkstatt für Menschen mit Behinderung. In seiner Freizeit gehörte das Malen von Bildern zu seinen Lieblingsbeschäftigungen.
Im November 2018 wurde bekannt, dass Brederlow seine Schauspieltätigkeit wegen einer Demenzerkrankung, die schon vier Jahre zuvor diagnostiziert worden war, beenden musste. Er starb am 22. November 2024 im Alter von 63 Jahren in München.

## Ehrungen
Für seine schauspielerischen Leistungen und seine Verdienste um die gesellschaftliche Gleichstellung von Menschen mit Behinderung erhielt er unter anderem den Goldenen Gong, den Bambi (1999), den nach ihm benannten Lebenshilfe-Medienpreis Bobby (1999), das Goldene Chromosom (1999) sowie die Goldene Kamera (2002) und das Bundesverdienstkreuz (2004).

## Filmografie
- 1997: Weihnachtsfieber (Fernsehfilm)[5]
- 1998: Liebe und weitere Katastrophen (Fernsehfilm)
- 2000: Klinikum Berlin Mitte – Leben in Bereitschaft (Fernsehserie, 2 Folgen)
- 2000: Für alle Fälle Stefanie (Fernsehserie, Folge 6x13)
- 2000/2005: Alphateam – Die Lebensretter im OP (Fernsehserie, 2 Folgen)
- 2001: Sommer und Bolten: Gute Ärzte, keine Engel (Fernsehserie, Folge 1x13)
- 2001: Powder Park
- 2002: Tatort: Schrott und Totschlag (Fernsehreihe)
- 2002: Bobby (Fernsehfilm)
- 2003: In aller Freundschaft (Fernsehserie, Folge 6x19)
- 2006: Tollpension (Fernsehfilm)
- 2009: Zweiohrküken
- 2009: Rosamunde Pilcher: Die vier Jahreszeiten, Teil 4: Das Geschenk des Frühlings (Fernsehreihe)
- 2010: Rosamunde Pilcher: Sonntagskinder (Fernsehreihe)
- 2014: Koslowski & Haferkamp (Fernsehserie, Folge 1x14 Unschuldig)